# 芦屋市立芦屋高等学校
芦屋市立芦屋高等学校（あしやしりつ あしやこうとうがっこう）は、かつて兵庫県芦屋市に存在した公立の高等学校。略称は「市芦（いちあし）」。2007年（平成19年）3月をもって廃校となった。

## 沿革
- 1962年 - 開校
- 1974年には普通科高校として全国で初めて知的障害者を受け入れるなど「高校全入」を目指す取り組みを行った。
- 1999年9月30日、市立芦屋高校元教諭9名が教職員組合の弾圧を目的として教諭から芦屋市教育委員会の指導員などに転任させられた処分の取り消しを求めた裁判で、神戸地方裁判所は元教諭ら9名の処分を取り消す判決を言い渡した[1]。なお、芦屋市教育委員会は控訴したが2001年10月に敗訴。上告を断念して2001年11月に判決が確定した[2]。
- 2000年4月、1年生及び2年生の生徒5名が当時の市立芦屋高校の校長と教諭ら計3名に対する暴力行為の容疑で芦屋警察署に逮捕された[3]。
- 2001年 - 市教育委員会から廃校の方針が示される
- 2004年 - 6月の市議会において廃校案が可決
- 2005年 - 生徒募集停止
- 2007年3月末日をもって閉校
- 2011年9月、市立芦屋高の跡地について芦屋市は学校法人を対象として2011年10月中に売却の入札を行うことを決定した[4]
- 2016年2月、廃校から10年近く荒れ地のままになっていた跡地の売却先が大阪市の不動産業者に決まった。高齢者向け住宅と有料老人ホームに活用されるとしている[5]
- 2020年4月、社会福祉法人福祥福祉会を事業主体として、跡地に特別養護老人ホームとケアハウスが開設されることが兵庫県より内示された[6]。
- 2020年9月、上述施設が着工された[7]。
- 2022年4月、特養およびケアハウスから構成されるCCRC豊泉家芦屋山手が跡地に開設された。

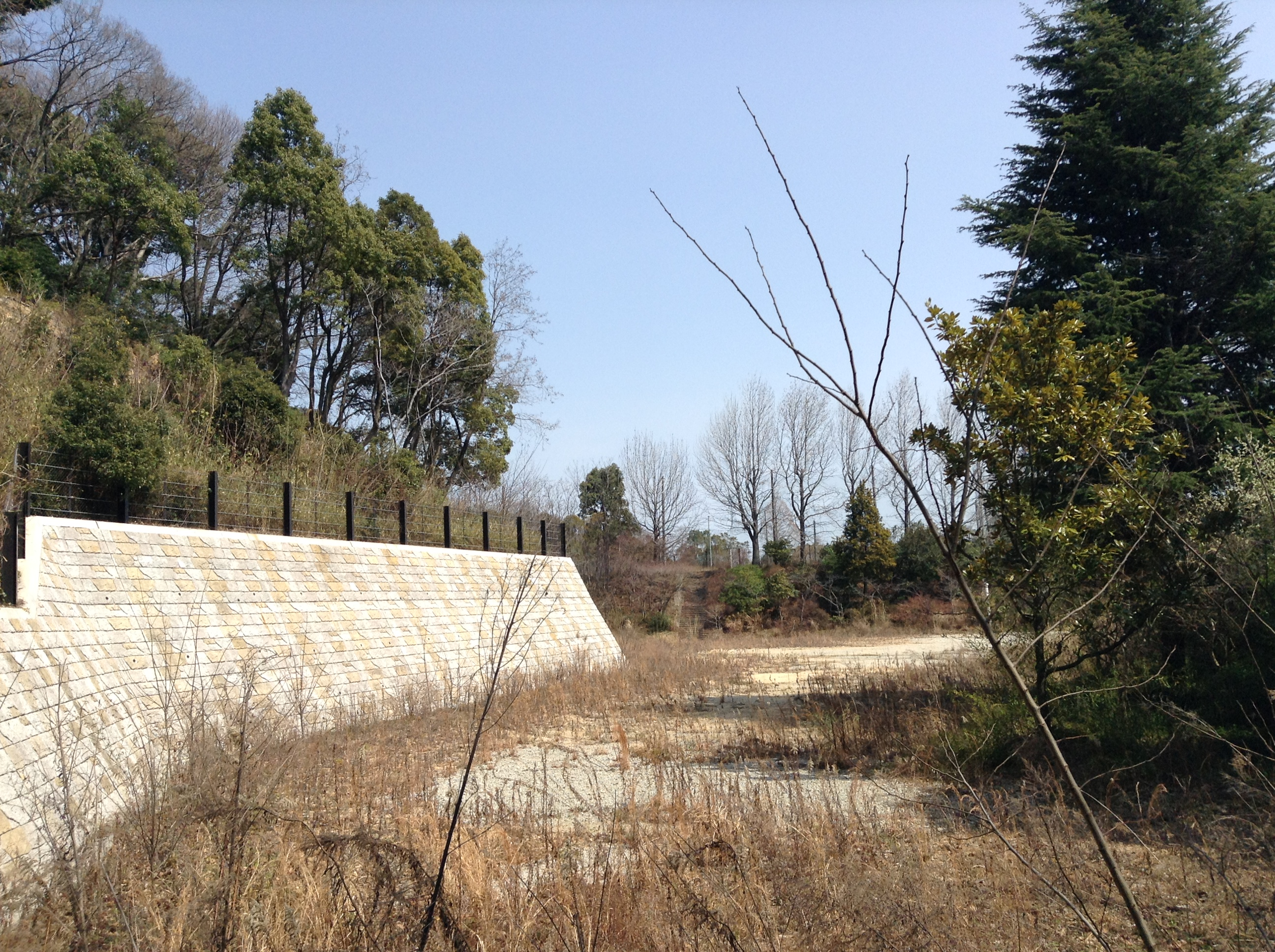
市立芦屋高の跡地（2014年3月）

## 学科
- 普通科

## 著名な出身者
- 米村匡人（長野県立科町長）
- 児玉隆也（ジャーナリスト）
- 中村元樹（サッカー選手）
- 藤田義隆（オリックス球団通訳）